# 石川雅実
石川 雅実（いしかわ まさみ、1981年3月28日 - ）は、群馬県多野郡鬼石町（現：藤岡市）出身の元プロ野球選手（投手）。

## 来歴

### 現役時代
藤岡高校時代は全くの無名の存在であった。ストレートは130km台で制球も甘く、高3の夏は県大会ベスト8。
高校卒業後JR東日本に入社。JR東日本硬式野球部の中で徐々に頭角を現し、第72回都市対抗野球大会に出場。140km台にアップしたストレートで打者を翻弄するピッチングがプロのスカウトの注目を浴びた。
2001年のドラフト4巡目で読売ジャイアンツに入団。即戦力として期待され、背番号は前年まで高橋尚成がつけていた「36」が用意された。
2002年は期待通り開幕早々の5月10日にルーキーとして最も早く1軍登録されると、その日の試合で登板、1回を投げ2失点と今ひとつの内容に終わった。
2003年、球団から戦力外通告を受ける。
2004年には台湾プロ野球・統一ライオンズに入団したが、3試合のみの登板に終わり1年で契約解除となった。

### 引退後
引退後は福岡で自営業を営む兄を頼って九州へと移り、熊本で青果店店長をしていた。引退後に結婚して子供にも恵まれたが2016年、熊本地震に被災し石川の務める店舗も大きな影響を受けた。
石川の妻が東京へ転勤となり、しばらくは単身赴任という形で熊本に残ったが、社会人野球時代の伝手でグループ会社であるJR東日本環境アクセスに就職し東京に戻って再度家族と暮らす。同社では本社の総務部総務課に配属され、社長秘書業務に携わった。

## 詳細情報

### 年度別投手成績
| 年 度     | 球 団     | 登 板 | 先 発 | 完 投 | 完 封 | 無 四 球 | 勝 利 | 敗 戦 | セ 丨 ブ | ホ 丨 ル ド | 勝 率 | 打 者 | 投 球 回 | 被 安 打 | 被 本 塁 打 | 与 四 球 | 敬 遠 | 与 死 球 | 奪 三 振 | 暴 投 | ボ 丨 ク | 失 点 | 自 責 点 | 防 御 率 | W H I P |
| --------- | --------- | ----- | ----- | ----- | ----- | -------- | ----- | ----- | -------- | ----------- | ----- | ----- | -------- | -------- | ----------- | -------- | ----- | -------- | -------- | ----- | -------- | ----- | -------- | -------- | ------- |
| 2002      | 巨人      | 2     | 0     | 0     | 0     | 0        | 0     | 0     | 0        | --          | ----  | 10    | 2.0      | 3        | 0           | 1        | 0     | 0        | 3        | 0     | 0        | 2     | 2        | 9.00     | 2.00    |
| 2004      | 統一      | 3     | 1     | 0     | 0     | 0        | 0     | 0     | 0        | --          | ----  | 38    | 8.0      | 7        | 2           | 6        | 0     | 1        | 7        | 2     | 0        | 7     | 7        | 7.88     | 1.63    |
| NPB：1年  | NPB：1年  | 2     | 0     | 0     | 0     | 0        | 0     | 0     | 0        | --          | ----  | 10    | 2.0      | 3        | 0           | 1        | 0     | 0        | 3        | 0     | 0        | 2     | 2        | 9.00     | 2.00    |
| CPBL：1年 | CPBL：1年 | 3     | 1     | 0     | 0     | 0        | 0     | 0     | 0        | --          | ----  | 38    | 8.0      | 7        | 2           | 6        | 0     | 1        | 7        | 2     | 0        | 7     | 7        | 7.88     | 1.63    |

### 記録
NPB
- 初登板：2002年5月10日、対阪神タイガース5回戦（東京ドーム）、8回表に4番手で救援登板、1回2失点
- 初奪三振：同上、8回表に浅井良から見逃し三振

### 背番号
- 36 （2002年 - 2004年）